# 里格尔斯贝格
里格尔斯贝格（德語：Riegelsberg，發音：[ˈʁiːɡl̩sˌbɛʁk]）是德国萨尔兰州萨尔布吕肯地区联合体的市镇，总面积14.65平方千米，2023年12月31日总人口为14,331人。

## 友好城市
- 法國 日索尔